# Зюсс, Винценц Мария
Винценц Мария Зюсс (нем. Maria Vinzenz Franz Alois Süß; 15 января 1802 года, Вайсенбах — 5 мая 1868 года, Зальцбург) — управляющий муниципальным ломбардом, писатель и основатель музея Каролины Августы в Зальцбурге (Австрия).

## Биография
Винценц Зюсс родился в 1802 году в семье бухгалтера Франца Марии Зюсс из Готтесгаба (Богемия) и Марии Берхтольд из Зонненбурга в Вайссенбахе и в тот же день был крещен в церкви викариатства Штробль (1800—1806 гг.) Симоном Винклером под четырьмя именами.

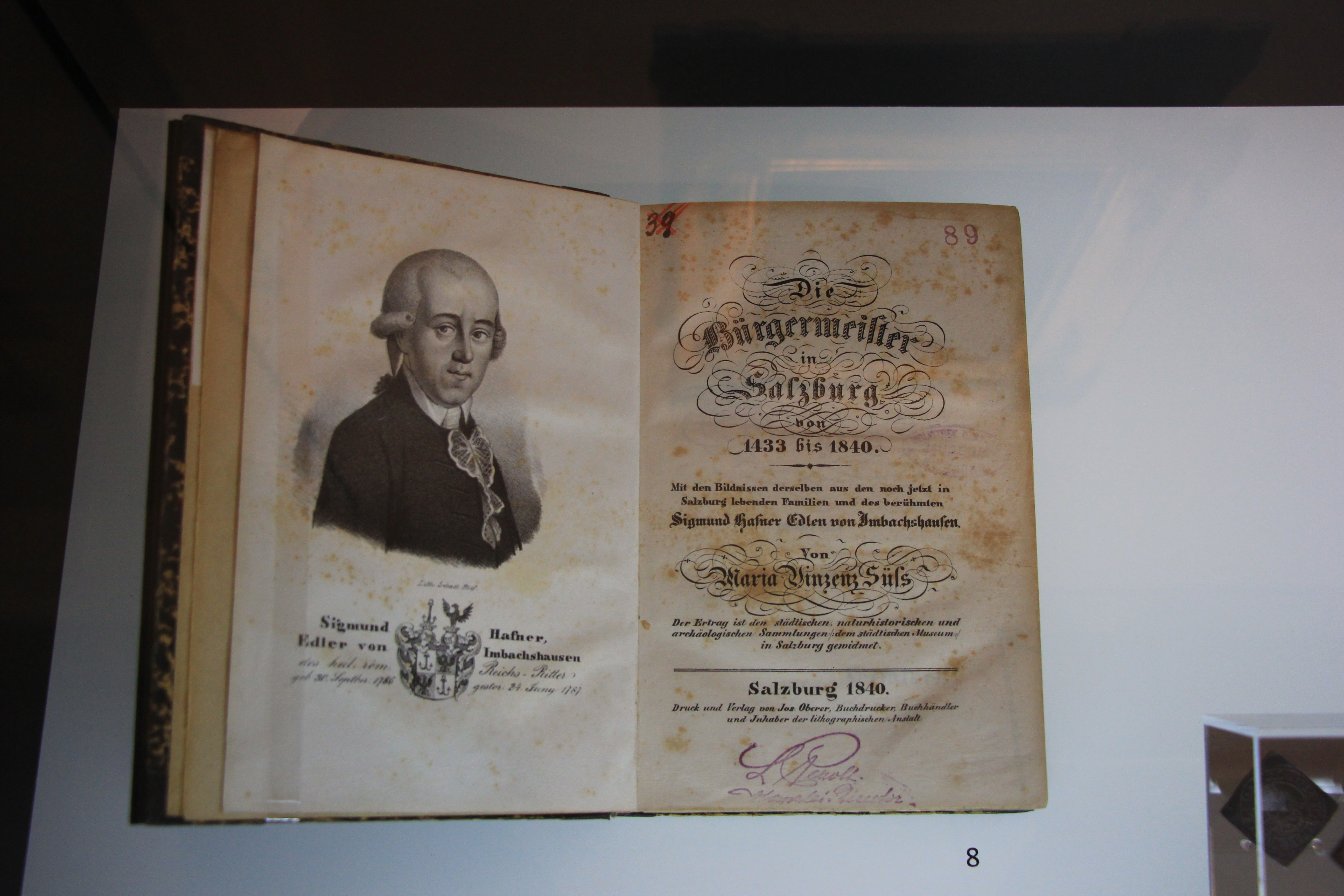
Из собраний музея Зальцбурга

С 1816 по 1818 год Зюсс учился в учительской семинарии города Зальцбурга, и после непродолжительной преподавательской деятельности стал служащим в канцелярии в Цель-ам-Зе (Гольдегге), затем с 1824 года в Зальцбурге. В 1828 году он поступил на службу в муниципалитет Зальцбурга, в 1829 году стал налоговым инспектором, а 1841 по 1863 год был управляющим ломбардом.
В 1833 году Зюсс основал Зальцбургский музей и таким образом предотвратил вывоз художественных ценностей Зальцбурга в столицу провинции Линц, которому Зальцбург подчинялся как районный центр. Музей был официально открыт в 1835 году и Зюсс оставался его директором до конца жизни. Решением муниципального совета от 5 марта 1849 года он был передан в собственность города при его основателе и директоре Винценце Марии Зюсс. 11 ноября того же года Каролина Августа Баварская, вдова императора Франца I стала покровительницей этого заведения, которое с тех пор стало известно далеко за пределами Зальцбурга как Музей Каролины Августы.
Зюсс тяжело заболел в 1859 году и был прикован к постели в течение 14 месяцев, и не смог оправиться от болезни. В 1863 году Зюсс подал заявление о выходе на пенсию.
Он скончался от сердечного приступа 5 мая 1868 года и был похоронен на кладбище Зебастьянфридхоф в Зальцбурге.

## Литературная деятельность
Литературная деятельность Зюсса ограничивалась очерками местного значения и работами по истории Зальцбурга. Среди прочего известны его «Очерки по истории книгопечатания в архиепископстве Зальцбург» (1845) и «Зальцбургские народные песни с их манерой исполнения» (1865). Большого внимания заслужила опубликованная в 1848 работа: «Мэры Зальцбурга с 1433 по 1840 год». Зюсс описал период истории и жизнь отдельных городских лидеров и особо выделил те события, которые казались ему важными и достойными описания.

## Награды
- 2 августа 1852 года городской совет Зальцбурга в благодарность за создание музея города Винценцу Марии Зюсс присвоил звание Почётного горожанина Зальцбурга.

- В 1854 году Зюсс был награжден «Золотым крестом за заслуги перед короной».

- Он был рыцарем Греческого Королевского Ордена Спасителя и почетным членом нескольких научных обществ.

- В память о его деятельности на благо города Зальцбурга в 1926 году улица между Бергхаймерштрассе и Плайнштрассе в районе Элизабет-Форштадт была названа улицей Винценца Марии Зюсс.